# Dillwynella
Dillwynella là một chi ốc biển, là động vật thân mềm chân bụng sống ở biển trong họ Skeneidae, họ ốc xà cừ.

## Các loài
Các loài trong chi Dillwynella gồm có:
- Dillwynella vitrea Hasegawa, 1997[2]